# Траоре, Ибрагим (политик)
Ибрагим Траоре́ (фр. Ibrahim Traoré; род. 14 марта 1988) — буркинийский военный, государственный и политический деятель, с 2022 года — исполняющий обязанности президента Буркина-Фасо. Капитан вооружённых сил Буркина-Фасо, командир специального подразделения «Кобра». В результате сентябрьского переворота 2022 года захватил власть в стране, свергнув предыдущего фактического главу государства Поля-Анри Сандаого Дамибу. В настоящее время Траоре является вторым самым молодым главой государства в мире. На своём посту Траоре стремится отмежевать Буркина-Фасо от Франции (Франсафрики). Также он сыграл важную роль в создании Альянса государств Сахеля.

## Ранние годы
Ибрагим Траоре родился в населённом пункте Кера, коммуны Бондоку, провинции Мухун, 14 марта 1988 года. Получив начальное образование в городе Бондоку, он посещал среднюю школу в Бобо-Диуласо, второй по величине город в Буркина-Фасо, где он получил репутацию тихого и прилежного школьника. С 2006 года он изучал геологию в университете Уагадугу. Он был членом Ассоциации студентов-мусульман и марксистской национальной ассоциации студентов Буркина-Фасо. В последней он стал делегатом и прославился тем, что защищал своих одноклассников в спорах. Окончил университет с отличием.

## Военная карьера

### Служба в армии Буркина-Фасо
В 2009 году поступил на службу в армию Буркина-Фасо и окончил Военную академию имени Жоржа Намоано. Он был направлен в Марокко для прохождения обучения по специальности ПВО, однако затем переведен пехотное подразделение располагавшееся в городе Кая, городе на севере Буркина-Фасо. В 2014 году Траоре получил звание лейтенанта и присоединился к «Многопрофильной комплексной миссии Организации Объединенных Наций по стабилизации в Мали» — миротворческим силам ООН, которые участвовали в войне в Мали. В 2018 году он был назван одним из солдат ООН, «проявивших мужество» во время крупных нападений повстанцев в регионе Томбукту. Впоследствии он вернулся в Буркина-Фасо, где помогал в операциях против разгоравшегося джихадистского движения. Траоре сражался при Джибо, в «наступлении на Отапуану» в 2019 году и в нескольких других операциях по борьбе с террористами на севере страны. В 2019 году вступил в новое армейское спецподразделение — контртеррористическое подразделение «Кобра».
В 2020 году Траоре было присвоено звание капитана. Позже Траоре сказал, что примерно в это время он разочаровался в руководстве своей страны, поскольку увидел повсеместную нехватку снаряжения у буркинийских солдат, в то время как политическая система страны была на сквозь коррумпирована. Постепенно он стал представителем солдат, дислоцированных на севере, которые были разочарованы своим правительством.

### Военный переворот в январе 2022 года
В январе 2022 года Траоре был одним из участников вооружённого переворота, в ходе которого в Буркина-Фасо была установлена военная хунта «Патриотическое движение за защиту и восстановление». С марта 2022 года он служил командиром артиллерийского полка в городе Кая. После смены власти служил командиром отряда «Кобра» в городе Кая и участвовал в борьбе с джихадистами.
В это время Траоре (как и многие другие сторонники январского переворота) был недоволен действиями Поля-Анри Сандаого Дамиба, лидера нового правительства, относительно его неспособности сдержать всё разраставшееся джихадистское движение. Траоре позже заявлял, что он и другие офицеры пытались заставить Дамибу сделать основной упор на подавлении джихадистского движения, однако вместо этого Дамибу начал проводить политику по усилению своей власти и личному обогащению, ввиду чего его решили свергнуть. Недовольство ситуацией было самым высоким среди молодых офицеров, которые сражались против террористов на передовой. Кроме того, власти задержали зарплату бойцам «Кобры».

### Приход к власти
30 сентября военные свергли Дамибу. Когда 30 сентября заговорщики совершили государственный переворот, Траоре всё ещё носил звание капитана. Операция была проведена при поддержке подразделения «Кобры». Сразу после переворота Траоре был избран новым главой Патриотического движения за защиту и восстановление. 6 октября он также вступил в должность временного президента, а его должность стала именоваться – председатель Патриотического движения за защиту и восстановление. Первоначально он обещал провести демократические выборы в июле 2024 года, от чего позже отказался.

## Глава государства
В феврале 2023 года правительство Траоре выдворило из Буркина-Фасо французские войска, находившиеся там со времён французского колониального правления и помогавшие в борьбе с местными джихадистами. Впоследствии он заявил, что его страна хочет «взглянуть на другие горизонты, потому что мы хотим взаимовыгодного партнерства, поддерживая диверсификацию международных партнёрских связей Буркина-Фасо», кроме того, он обвинил французов в слабых и крайне неэффективных действиях против джихадистов, что позволило тем достичь большого успеха. Вскоре после этого правительство Траоре выразило поддержку созданию военного союза с Мали, и оба государства пригласили туда Гвинею. Все три страны находятся под руководством военных. Вместо Франции, Траоре установил более тесные связи с Турцией и Россией.
В апреле 2023 года он объявил всеобщую мобилизацию населения для борьбы с джихадистами, поскольку исламские экстремисты наращивали частоту своих нападений. Траоре публично пообещал отвоевать все удерживаемые радикалами районы и что никаких переговоров не будет до тех пор, пока террористов не уничтожат. В следующем месяце Траоре поставил под сомнение запланированное им восстановление демократического правления в 2024 году, заявив, что выборы не могут быть проведены, когда террористы захватили часть страны, а ситуация с безопасностью продолжает только ухудшаться. Этим заявлением он отказался от обещания, данного им в октябре 2022 года на переговорах по обеспечению официальной отставки своего свергнутого предшественника Поля-Анри Сандаого Дамибы, чтобы выполнить обещание Дамибы Экономическому сообществу Западноафриканских государств (ЭССЗА) восстановить гражданское правление в Буркина-Фасо в течение двух лет.
В июле 2023 года принимал участие в Саммите Россия — Африка.
26 сентября 2023 года недовольные[чем?] военные вновь восстали и предприняли безуспешную попытку свергнуть Траоре.
В ноябре 2023 года правительство Буркина-Фасо одобрило строительство первого в стране завода по переработке золота. Это стало значительным событием в золотодобывающем секторе Буркина-Фасо, направленным на получение прибыли от растущей золотодобывающей промышленности страны. Траоре стремится получить больший контроль над запасами золота в государстве, перерабатывая золото внутри страны, а не экспортируя нерафинированное сырьё. Это увеличило бы государственные доходы и экономические выгоды от золотодобывающего сектора. Планируется, что на заводе будет создано 100 новых рабочих мест и 5000 новых непрямых рабочих мест, а сам завод будет производить около 400 кг золота в день.
Траоре подозревался американскими газетами «Reuters» и «New York Times» в связях с российской наёмнической организацией ЧВК «Вагнер» из-за того, что высказывал антифранцузские и пророссийские взгляды. Когда Траоре въехал в Уагадугу, столицу страны, болельщики приветствовали его аплодисментами, некоторые размахивали российскими флагами. Правительство Ганы публично заявило, что Траоре начал сотрудничать с ЧВК «Вагнер» после переворота, вербуя наёмников для борьбы с джихадистами. Траоре опроверг это, утверждая, что на стороне правительственных сил воюют добровольцы поднявшиеся на защиту своей Родины. Французская газета «Le Monde» также писала, что «режим Траоре, похоже, в настоящее время предпочитает использовать свои собственные силы в борьбе с джихадистами и не обращался к ЧВК «Вагнер» за помощью». Однако, в конечном итоге, в январе 2024 года место французов заняли российские войска, включая ЧВК «Вагнер».
В феврале 2024 года Траоре распорядился приостановить выдачу разрешений на экспорт для мелкомасштабной частной добычи золота, что, как сообщается, было направлено на борьбу с незаконной торговлей, которая заключается в контрабанде золота за границу, уклонении от уплаты налогов и нормативных актов, а также на очистку сектора кустарного производства золота. Это приостановление направлено на борьбу с подобной деятельностью и обеспечение надлежащего документирования экспорта золота, что способствует увеличению государственных доходов. Правительство надеется, что это решение создаст более формальную и подотчётную систему экспорта золота, добываемого мелкими партиями.
6 декабря 2024 года Траоре отправил своё правительство в отставку вместе с премьер-министром де Тамбелой.
9 мая 2025 года присутствовал на Параде Победы в Москве.
25 и 26 мая 2024 года были проведены общенациональные консультации для обсуждения будущего переходного периода в Буркина-Фасо. Хотя среди участников были представители гражданского сообщества, большинство политических партий бойкотировали консультации. Результатом стало продление мандата Траоре ещё на пять лет, а также получение им возможности для участия в следующих президентских выборах.

## Образ в медиа
Став главой государства, Траоре сохранил загадочное и весьма официальное поведение, которым он был известен ещё до прихода к власти. Он строго контролирует свои выступления, тщательно стараясь представить себя в первую очередь как военного лидера. Его правление также ознаменовалось усилением проправительственной пропаганды в государственных СМИ и социальных сетях Буркина-Фасо. Журналистка французской газеты «Le Monde» Софи Дус описала Траоре как человека, находящегося под влиянием марксизма и панафриканства.
С момента захвата власти Траоре позиционирует себя как борец с коррупцией, а также как защитник суверенитета страны. Его образ в военном берете отсылает с Тому Санкара, лидеру Буркина-Фасо, убитому в 1987 году.